# Cymbidium sichuanicum
Cymbidium sichuanicum är en orkidéart som beskrevs av Zhong Jian Liu och Sing Chi Chen. Cymbidium sichuanicum ingår i släktet Cymbidium, och familjen orkidéer. Inga underarter finns listade i Catalogue of Life.